# فرانز يوهان جوزيف بوك
فرانز يوهان جوزيف بوك (بالألمانية: Franz Johann Joseph Bock)‏ هو مؤرخ الفن ألماني، ولد في 3 مايو 1823 في Burtscheid ‏ في ألمانيا، وتوفي في 1 مايو 1899 في آخن في لوثارينجيا.